# Riverbend (Montana)
Riverbend is een plaats (census-designated place) in de Amerikaanse staat Montana, en valt bestuurlijk gezien onder Mineral County.

## Demografie
Bij de volkstelling in 2000 werd het aantal inwoners vastgesteld op 442.

## Geografie
Volgens het United States Census Bureau beslaat de plaats een oppervlakte van
11,2 km², waarvan 10,4 km² land en 0,8 km² water.

## Plaatsen in de nabije omgeving
De onderstaande figuur toont nabijgelegen plaatsen in een straal van 36 km rond Riverbend.